# 阿什维尔 (阿拉巴马州)
阿什维尔（英文：Ashville），是美国阿拉巴马州下属的一座城市。面积约为19.21平方英里（约合49.76平方公里）。根据2010年美国人口普查，该市有人口2,212人，人口密度为115.12/平方英里（约合44.45/平方公里）。